# Big Brain Academy
Big Brain Academy (en català: «Acadèmia del gros cervell») és un videojoc de trencaclosques publicat i desenvolupat per Nintendo per a Nintendo DS. Va ser llançat al Japó el 30 de juny de 2005 i el 7 de juliol de 2006 a Europa. Forma part de la sèrie Touch! Generations.
L'abril de 2007 es va publicar una seqüela a la Wii, Big Brain Academy for Wii.

## Jugabilitat
A Big Brain Academy, el jugador fa una sèrie de proves per mesurar la massa del seu cervell. Com més gros és el cervell, més intel·ligent és o millor és el seu temps de reacció. El joc inclou una varietat de trencaclosques diferents. Les respostes correctes augmenten la massa cerebral, mentre que les respostes incorrectes la redueixen. Com millor juga el jugador, més difícils es tornen els trencaclosques.
Hi ha tres modes de joc: test mode (mode prova), practice mode (mode pràctica) i versus mode (mode versus).

### Mode prova
El mode prova consisteix en una prova formal de cinc trencaclosques, i se n'agafa una aleatòriament de cadascun dels cinc per determinar la massa cerebral dels jugadors. Cada prova dura un minut.

### Mode pràctica
El mode pràctica permet als jugadors seleccionar una activitat per entrenar els seus cervells. Les activitats disponibles són les mateixes que les disponibles en el mode prova i les activitats duren un minut. Cada activitat té tres nivells de dificultat, i els jugadors poden guanyar una medalla de bronze, plata, or o platí després d'aconseguir una certa massa cerebral en cada nivell de dificultat.

### Mode versus
En el mode versus, diversos jugadors poden competir per determinar qui té el cervell més gros. S'hi poden unir fins a set jugadors mitjançant la comunicació local.

## Recepció
El 31 de març de 2008, Big Brain Academy havia venut unes cinc milions de còpies a tot el món. Big Brain Academy va rebre crítiques diverses. Jeff Gerstmann de GameSpot va escriure positivament sobre el joc, descrivint-lo com "fàcil d'aprendre però raonablement addictiu". Craig Harris d'IGN va donar al joc un 8,1 sobre 10, descrivint-lo com a "divertit", però va criticar els gràfics del joc com "una mica massa excessius i extàtics". Tom Bramwell d'Eurogamer va fer una ressenya mixta del joc, donant-li un 7 sobre 10, descrivint-lo com "divertit d'una manera innocent", però massa simple.